# Mont Orgueil
El Mont Orgueil es un castillo en Jersey, que tiene vistas al puerto de Gorey. También se conoce como el Gorey Castle (castillo de Gorey) por los anglófonos, y lé Vièr Châté (Castillo Viejo) por los locales Jèrriais. El sitio había sido fortificado en la época prehistórica, pero la construcción del castillo se produjo después de la división del Ducado de Normandía en 1204. El castillo fue mencionado por primera vez en 1212. El viejo castillo continuó siendo utilizado como la única prisión de la isla hasta la construcción de una cárcel de St. Helier, al final del siglo XVII. La Corona encontró conveniente enviar a "agitadores molestos" como William Prynne y John Lilburne a Mont Orgueil lejos del reino de Inglaterra. Los regicidas Thomas Waite, Henry Smith, James Temple, Hardress Waller y Gilbert Millington fueron trasladados a Mont Orgueil en 1661.
En un estado virtualmente en ruinas en el momento de su entrega a la gente de Jersey por la Corona el 28 de junio de 1907, Mont Orgueil fue gestionado como un museo desde 1929, aunque durante la ocupación de la Alemania Nazi en la Segunda Guerra Mundial (1940-1945) las fuerzas invasoras se establecieron en el castillo y añadieron fortificaciones modernas camufladas para mezclarse con las estructuras existentes.